# Landungsbrücke 1 (Meilihalle)

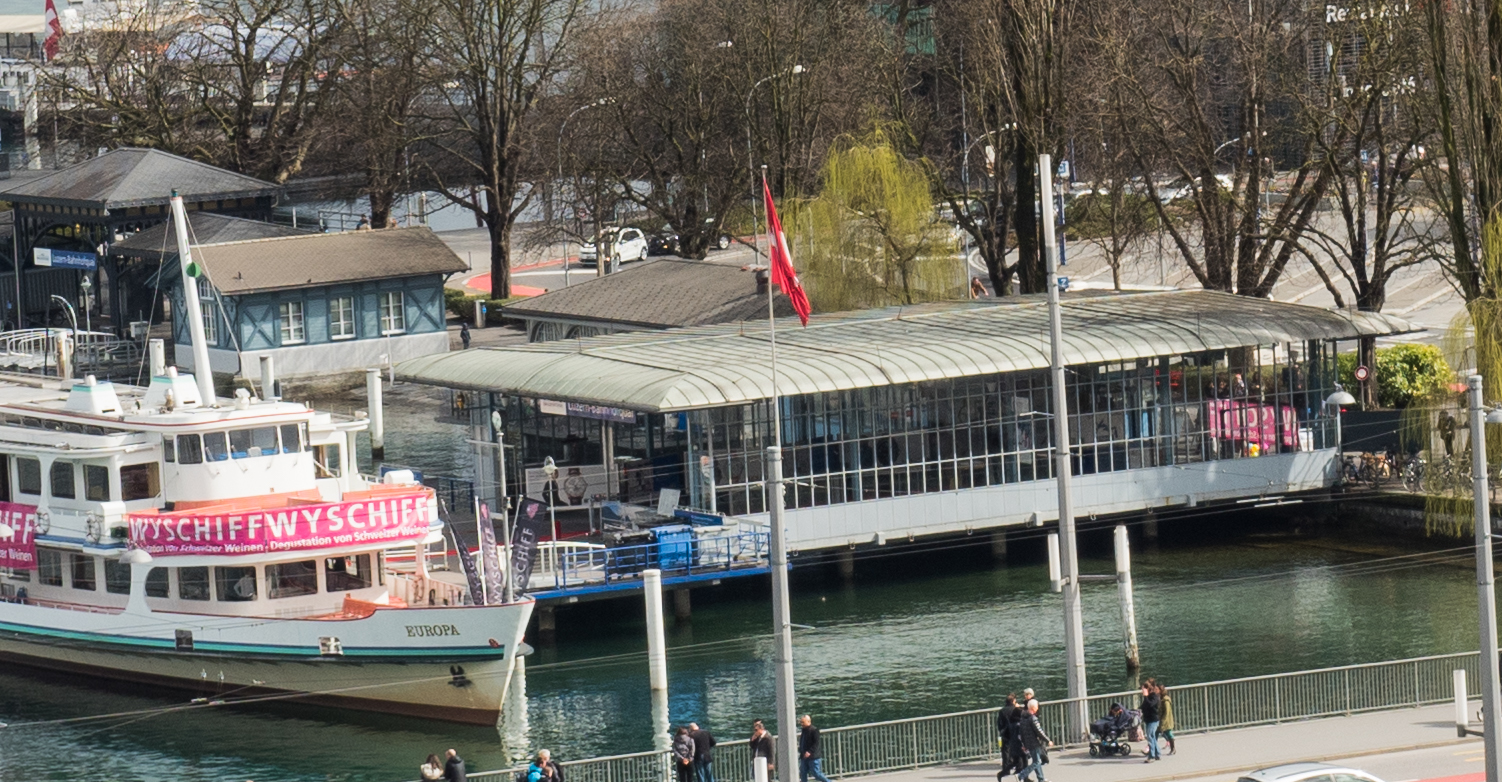
Die Meilihalle mit dem Motorschiff Europa (Aufnahme 2019)

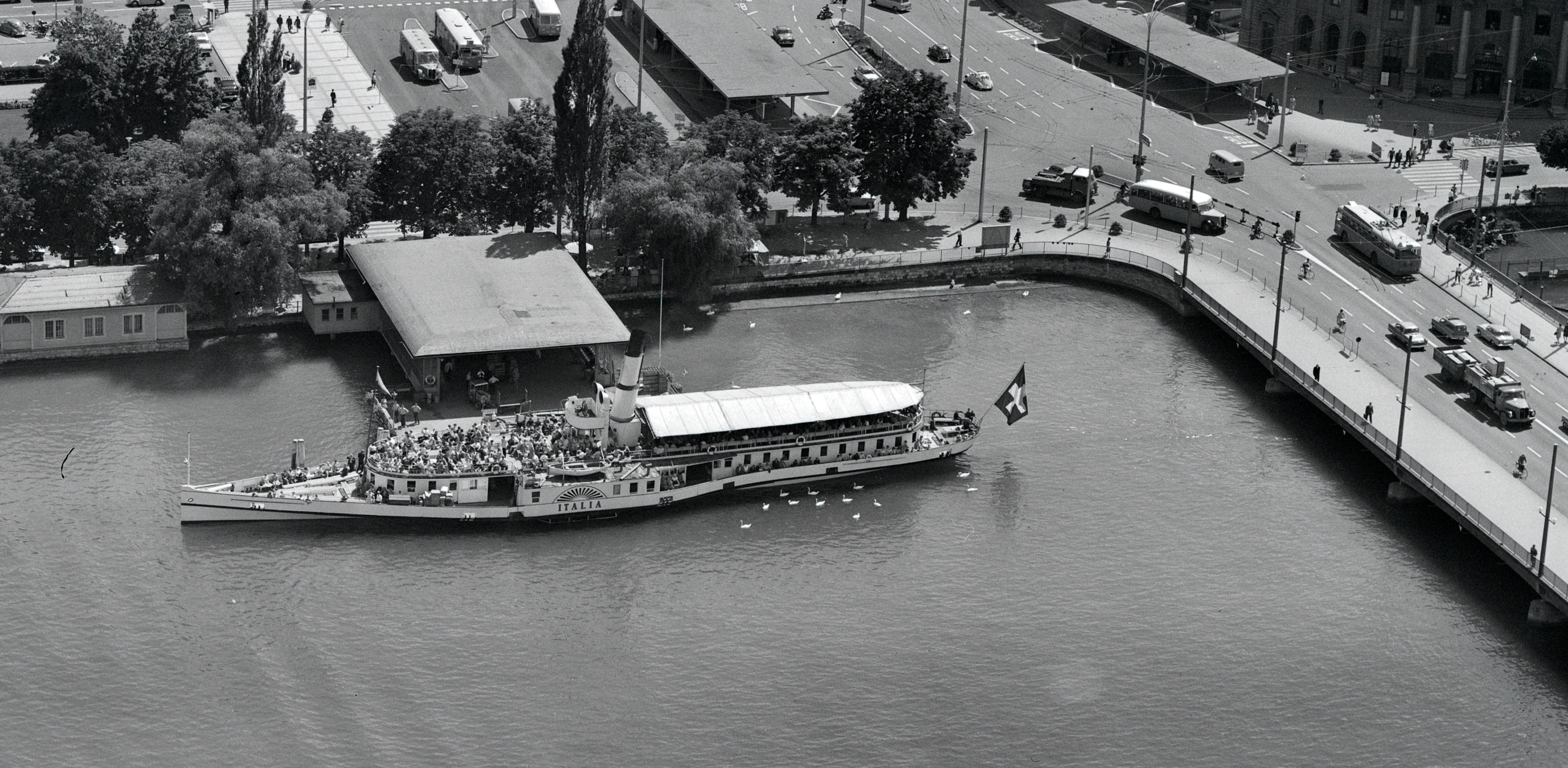
Dampfschiff Italia an der Landungsbrücke 1, rechts die Seebrücke (Aufnahme 1962)

Die SGV-Landungsbrücke 1 (Meilihalle) steht in der Schweizer Stadt Luzern und ist ein Kulturgut von nationaler Bedeutung. Die vom Architekten Armin Meili entworfene Halle liegt beim Bahnhof Luzern am südlichen Ende der Seebrücke beim Ausfluss der Reuss aus dem Vierwaldstättersee.

## Gebäude
Die Schiffstation der Schifffahrtsgesellschaft des Vierwaldstättersees (SGV) ist im Stil der Moderne aus Glas und Stahl erbaut. Schweizweit ist sie die einzige Landungsbrücke mit einer Halle aus den 1930er-Jahren und deshalb im Schweizerischen Inventar der Kulturgüter von nationaler und regionaler Bedeutung als Kulturgut von nationaler Bedeutung (Kategorie A) eingestuft (siehe auch Liste der Kulturgüter in Luzern).

## Geschichte und Nutzung
Der Luzerner Architekt Armin Meili entwarf das Gebäude im Zusammenhang mit seiner Gestaltung des Areals um das ebenfalls von ihm entworfene Kunst- und Kongresshaus Luzern (in den 1990er-Jahren abgerissen und durch das heutige Kultur- und Kongresszentrum Luzern ersetzt), von der neben der Landungsbrücke heute noch der Wagenbachbrunnen erhalten ist. Es wurde von 1935 bis 1936 erbaut. 2013 wurde die Halle unter Denkmalschutz gestellt und 2019 unter Leitung des Architekten Eugen Mugglin umfassend renoviert. Seit Errichtung fahren Schiffe nach Flüelen von dieser Station ab.